# 罗伯托·巴塔利亚
罗伯托·巴塔利亚（義大利語：Roberto Battaglia，1909年6月23日—1965年4月25日），生于米兰，意大利前男子击剑运动员。他曾获得1952年夏季奥运会男子重剑团体金牌。他也曾在1937年和1949年世锦赛上各获得一枚团体金牌。